# Amityville - Il ritorno
Amityville - Il ritorno (The Amityville Curse) è un film del 1990, diretto da Tom Berry e pubblicato direttamente in VHS nel maggio 1990.
È il quinto capitolo della serie di film di Amityville, basata sulla casa maledetta di Amityville, Long Island, Stati Uniti,  ma il film fu soprattutto prodotto in Canada. Questo film è inoltre basato sul libro di Hans Holzer, questa volta inventato, The Amityville Curse, del 1981. Tuttavia, la casa infestata, in questo film, non è quella classica di Long Island, ma quella di Rue du Mulin di Saint-André-d'Argenteuil, nel Quebec, in Canada.

## Trama
Cinque persone trascorrono la notte in una casa abbandonata, la casa infestata di Amityville, e presto si trovano ad essere terrorizzati da fantasmi, insetti velenosi ed apparizioni. Marvin e Debbie comprano la casa. La rinnovano con l'aiuto di tre amici: Frank Bill e Abigail. La vecchia custode della casa viene assassinata e scoprono che un prete è stato ammazzato in quella casa dodici anni prima

## Produzione
Dal 2007, questo è l'unico film della serie che non è stato pubblicato in DVD negli Stati Uniti.